# Julio Curatella
Julio Pedro Curatella, född 27 februari 1911, död 1995 i Buenos Aires, var en argentinsk roddare.
Curatella blev olympisk bronsmedaljör i tvåa utan styrman vid sommarspelen 1936 i Berlin.